# Sunnerbo revir
Sunnerbo revir var ett skogsförvaltningsområde inom Smålands överjägmästardistrikt som omfattade Allbo och Sunnerbo härader och var indelat i fyra bevakningstrakter och omfattade 20 532 hektar allmänna skogar (1910), varav femton kronoparker med en sammanlagd areal av 8 514 hektar.